# Gymnogryllus caviceps
Gymnogryllus caviceps är en insektsart som först beskrevs av Karsch 1893.  Gymnogryllus caviceps ingår i släktet Gymnogryllus och familjen syrsor. Inga underarter finns listade i Catalogue of Life.